# Szindbád (film)
A Szindbád 1971-ben bemutatott színes, magyar filmdráma, amely Huszárik Zoltán és Sára Sándor közös alkotása. Huszárik Zoltán első játékfilmje Krúdy Gyula Szindbád-történeteinek felhasználásával készült. A rendező eredetileg Vittorio De Sicát szemelte ki a főszerepre, ám a világhírű olasz művész szerződtetése anyagi okok miatt meghiúsult. A címszerepet végül Latinovits Zoltán játszotta el. A film jelentős részét Csehszlovákiában forgatták, mintegy nyolc hónapon át. A megejtő szépségű képsorokat Sára Sándor készítette, a makrofelvételek Gujdár József nevéhez fűződnek. 
Ősbemutatója 1971. október 20-án volt Krúdy szülővárosában, Nyíregyházán. Az országos premierre bő egy hónappal később került sor.
A Szindbád mind Magyarországon, mind külföldön jelentős szakmai sikert aratott, számos díjban részesült. Kiemelt jelentősége van a magyar filmtörténetben, 2000-ben például az úgynevezett „Új budapesti 12” közé választották, amely ranglistán a 3. helyet foglalja el. 2012-ben bekerült a Magyar Művészeti Akadémia tagjai által kiválasztott legjobb 53 magyar alkotás közé.

## A cselekmény

Lenke és Szindbád (Ruttkai Éva és Latinovits Zoltán)

Isten áldjon meg benneteket, drága jó nők, asszonyok és szüzek, grófnék, kereskedőnék és félbolond zsidónék, akik remegő ajakkal, hitetlen mosollyal, de vágyakozó, elámult szívvel hallgatták, ha Szindbád jókedvében, halkított hangon, mintha csak a maga mulattatására tenné: tele hazudta a fejeket, a lelkeket, a szíveket hangulatokkal, színekkel, elgondolkozásra való szavakkal… Olykor ablakon ugrott ki elátkozott kastélyokból, és hazamenet egy másik nőért sírt. Máskor szinte kábultan, az arató mit sem látó szemével járt közöttük, egyformán nyúlt a tearózsa után és az útszéli bogáncsért, és reggelre elfelejtette a neveket – elfelejtette hangjukat, amelybe szinte egész életüket öntötték –, elfelejtette végtelen önfeláldozásukat, a veszélyeket, amelyeknek magukat alávetették, és különös, drága esküvésüket, amelyet egy szent barát gyakorlottságával vett ki Szindbád belőlük. Mind esküdtek boldogan a szerelmi órában… Igazán mindegy, hogy volt-e egyetlenegy is, aki megtartotta esküvését? És ó, hányszor kínálták ékszereiket, pártfogásukat, jövő életüket.
(Krúdy Gyula: Szindbád)
Lét és nemlét határán a haldokló Szindbád felidézi a múlt emlékeit: a régi ízeket, az idő állandóságát sugalló kisvárosok hangulatát és persze megannyi nő szerelmét. Az elmúlás és a halál árnyékolja be az emlékképeket: temetői találkozások, öngyilkos szerelmek, siratóasszonyok – elszalasztott lehetőségek, félresiklott életek. Szindbád asszonyai nem csupán társadalmi pozíciójukban képviselnek sokféleséget, hanem a nőiesség, a szerelem, a szenvedély és az érzékiség különböző típusait is megjelenítik. A mesék világát idéző Setétke azért választotta ezt a nevet, hogy a sötétben is kedvese eszébe jusson, amikor az nem látja őt. Fruzsina nem akarna élni, ha többé nem ragyogna rá a szeretett férfi csillaga. A doktorné, Lenke, az újbóli találkozásnál leplezni igyekszik érzelmeit, mintha nem zaklatná fel a váratlan látogató megjelenése, pedig évekig várt rá, és tervezgette közös jövőjüket. Fanny számára Szindbád az utolsó fellángolás, vele szeretne élni vidéken, ám a férfi tudja, hogy ezt a nőt is el fogja hagyni. Florentinát egy temetőben látta és hódította meg. Az érzéki szépasszony kijelenti, hogy meghalna, ha Szindbád elhagyná. A kis virágáruslány azonban nem csupán beszélt a halálról, hanem ki is vetette magát az ablakon, ahonnan előtte egy szál virágot dobott kedvesének. Eldobta magától az életet Patience, a pincér felesége is. A derék Vendelin eleinte nem is tudja, hogy éppen az a férfi rabolta el tőle asszonya szerelmét, aki igazi ínyenchez méltó módon válogat az étlap kínálatából. A sok nő között csupán egyvalaki van, akihez hősünk állandóan visszatér: az olykor zsörtölődő Majmunka, aki egykori szeretőből lett megértő és gondoskodó anyafigura. Szindbád utolsó utazása a film elején megjelenő lovas kocsin valójában a halálba vezet, amely egy templomban éri őt, egyszerre szimbolizálva az emberi élet múlandóságát és az örökkévalóságot.
A barátság arany láncza

Kösse össze szívünket;

Csak a halál bús homálya

Válasszon el bennünket.”

(Turtsányi Gizella filmbéli levele)

## Háttér-információk

### Az irodalmi alapanyag
Krúdy Gyula (1878–1933) gyermekkorának kedvenc olvasmányából, Az Ezeregyéjszaka meséiből kölcsönözte Szindbád nevét. Az arab mesehős hét utazást tett meg, Krúdy Szindbádjának – aki tulajdonképpen az író alteregója – utazásai öt könyvben jelentek meg. 1911-ben adták ki az elsőt Szindbád ifjúsága és utazásai címmel. A következő évben jelent meg a Francia kastély. 1915-ben vehették kezükbe az olvasók a Szindbád: Feltámadás című kötetet. Az 1920-as években írt Szindbád-novellákat a Szindbád megtérése című kiadvány tartalmazza. Az utolsó Szindbád-regény címe: Purgatórium. A művek fogadtatásáról Krúdy így írt: „A Szindbád-novellák nagyszerű ellenségeket, váratlan olvasókat szerzettek. Sok sápadt, gyűlölködő arc lett ismerősöm. A könyvkiadó bátorságot kapott. A könyvecskéket kezdték venni Pesten és a Felvidéken.” Az írót élete végéig foglalkoztatta Szindbád alakja. Lánya, Krúdy Zsuzsa visszaemlékezései szerint Szindbád-történet volt édesapja utolsó írása is, melyet halála után az íróasztalán találtak: A szív alakú hölgy titka. Irodalomtörténészek szerint a 19. század végének és a 20. század elejének számos művészeti irányzata – a realizmus, a naturalizmus, az impresszionizmus, a szimbolizmus, a szürrealizmus, a késő romantika és a szecesszió – hatott Krúdyra, akinek írásaira a cselekményesség helyett inkább a hangulati elemek, az idővel való játék, az asszociációkat keltő írói stílus jellemző.
A Szindbád-történetek az objektív és szubjektív idő (az egyéntől független, mérhető idő és az egyén életében eltelt idő) kölcsönhatására épülnek. A kétféle idő kölcsönhatásáról Henri Bergson (1859–1941) francia filozófus így írt a Teremtő fejlődés (1907) című művében: „A tartam a múltnak folytonos haladása, mely rágja a jelent és duzzad, amint előremozog. Ha a múlt szüntelenül nő, akkor határtalanul meg is marad.” Szindbád az idő megállíthatatlan múlását tapasztalhatja saját magán és szerelmein, és ez az objektív idő az, ami keserűvé vagy olykor nevetségessé teszi az emlékezést. Az örökös változás mellett azonban jelen van az állandóság is, egyrészt a múlt történéseinek tetszőleges felelevenítése, másrészt a kisvárosok változatlansága által: „A városka (melyben Szindbád egykor katonáskodott) mintha mit sem változott volna. Némely vidéki város, a hegyek között, völgyekben, mintha századokig aludna, ha egyszer elalszik… Egy téren valahol egy boltajtó nyikorgott, és egy kis csengő csilingelt, és Szindbádnak úgy tűnt fel, hogy huszonöt év előtt sötét estéken ugyanúgy sírdogált az ajtó, csengett a kis csengő gyertyákért, olajért járó cselédlányok keze alatt.” Az idő határai gyakran elmosódnak Szindbád történeteiben: a főhős a jelenből emlékezik vissza a múltra, amikor valamelyik szerelme felidézi első találkozásukat (egy még régebbi múltat), illetve a(z elképzelt) jövőről beszél. Az idősíkokkal való játék jellemzi Huszárik Zoltán filmjét is, amely fényesen cáfolja azt a korábban elterjedt feltételezést, hogy Krúdy „megfilmesíthetetlen” író.

### Huszárik Zoltán és Krúdy
Amikor Huszárik először olvasta Krúdy történeteit, saját bevallása szerint csak a mese ejtette rabul: „Egy gáláns lovag tette a szépet, ette a jót, kóstolt bele a fonnyadó avarba, fanyar borokba. Az ódon városokat, szalonokat, kocsmákat színes nyomatként raktározta az emlékezet. Nyelvét is inkább andalító fuvolaszónak minősítettem, csak ahogy a műhöz és saját önismeretemhez közelítettem, akkor vettem észre, hogy nem a mese a lényeg: a hangja is több szólamú. Fátyolos közlése mögött ekkor éreztem meg a férfias szemérmet. S ahogy önmagában tovább bogoztam, úgy távolodott a stílromantikus behatároltságtól és érkezett meg napjainkba, ide, annyi titokkal, talánnyal, amivel már a jövőnek kell megbirkóznia.” A rendező egy ízben arról nyilatkozott, hogy az érzékenységnek egy olyan tudatos belső rendszerét akarja megteremteni magában, amely képessé teheti az embert a lényeges dolgok új és egyéni megközelítésére. A „szellemi építkezés” folyamatában Krúdy lett Huszárik egyik mestere Marcel Proust, Virginia Woolf és James Joyce mellett. A rendező optimistának vallotta magát, ezért foglalkoztatta a múlandóság problémája, hogy ennek függvényében hogyan lehet mégis boldogan élni. Más utak is Krúdyhoz vezették Huszárikot. A művészt állítólag mindig is zavarta az az egyoldalú irodalomszemlélet, amely abból az irodalomtörténeti korszakból Jókai Mórt, Mikszáth Kálmánt és Móricz Zsigmondot tette meg útjelző bástyáknak. A Szindbád-történetek azért is vonzották a rendezőt, mert asszociációs szerkezetük rendkívül nagy alkotói szabadságot biztosított számára. Nem kellett mereven ragaszkodnia semmilyen írói koncepcióhoz, szabadon válogathatott a novellák közül. Érdekesnek tartotta azt is, hogy Szindbád emlékeinek jellege és szerkezete jelentősen eltért más irodalmi figurákétól. Huszárik korábbi rövidfilmjei közül az Elégia (1965) és a Capriccio (1969) mutatnak a legtöbb rokonságot Krúdy műveivel.

### A forgatókönyv és a stáb
Az Elégia váratlan sikere tette lehetővé, hogy Huszárik játékfilmet forgathasson. Választása Krúdyra esett, és bő 300 oldalas forgatókönyvet írt a Szindbád-történetek alapján. Az akkori filmgyári szokásoknak megfelelően a forgatókönyv kéthasábos szerkesztésű volt: az első hasáb tartalmazta a tulajdonképpeni történéseket, illetve a képi látvány leírását, a második pedig a párbeszédeket. Az illetékesek elutasították Huszárik tervezetét, állítólag kuszának, érthetetlennek, megvalósíthatatlannak, sőt megalomániásnak találták. A forgatás végül a negyedik vagy ötödik forgatókönyv-variáció után kezdődhetett meg 1970-ben. Eleinte arról volt szó, hogy a korábbi Huszárik-rövidfilmek operatőre, Tóth János áll majd a kamera mögé. Tóth részt vett a forgatókönyv megírásában és az előkészületi munkában (motívumkeresés) is. A rendező azonban mégis úgy döntött, hogy Sára Sándort kéri fel operatőrnek, akivel korábban már dolgozott együtt a Groteszk (1963) című rövidfilmben. Sára arra hivatkozott, hogy közös munkájuk megbukott, és egyébként is Tóth Jánosnak kéne befejeznie a munkát, hiszen ő kezdte el. Megemlítette még, hogy nem ismeri eléggé Krúdy világát, ráadásul éppen tanulmányútra készül Párizsba. Huszárik mégis ragaszkodott a személyéhez, ezért a párizsi utazás után Sárával folytatódott a Szindbád forgatása.
Az előkészületi fázisban felmerült az az elképzelés, hogy a világhírű neorealista rendező, a színészként is jelentős Vittorio De Sica játssza a címszerepet. Szinte hihetetlen, de az olasz művész kedvezően fogadta az ajánlatot, és hajlandónak mutatkozott Szindbád eljátszására. Egy római étteremben találkozott Huszárikkal. Rendkívül szívélyes hangvételű beszélgetést folytattak, melynek során De Sicának csupán egy kikötése volt: a fia legyen a film zeneszerzője. Ez az óhaj még a realitás határain belül volt, az irrealitás szintjét az idős De Sica gázsija jelentette. A kitűnő művész mentségéül szolgál, hogy ő csupán a szokásos gázsiját kérte, az viszont messze meghaladta a produkció anyagi lehetőségeit. Ráadásul az eredetileg tervezett költségvetést az illetékesek mindjárt az elején megnyirbálták másfél millióval. Huszárik ilyen feltételek mellett nem is akart munkához látni. Tóth Jánosnak viszont az volt a véleménye, hogy el kell kezdeni a forgatást, mert ha már elkészül valamennyi anyag, akkor egész biztosan lesz pénz a folytatásra is, hiszen a döntéshozók nem fogják hagyni, hogy kárba vesszen az addigi munka. A főszerepet Latinovits Zoltán kapta, a két legfontosabb női szerepet Ruttkai Éva és Dayka Margit formálták meg. Latinovits és Ruttkai a magánéletben egy párt alkottak, és barátságot ápoltak Dayka Margittal.
Dayka Margit szívesen vállalta Majmunka szerepét, hiszen közel érezte magához Krúdy stílusát és gondolatait. Egy interjúban így beszélt minderről: „Krúdy munkáit minden második esztendőben első betűjétől az utolsóig végigolvasom. S mindig úgy érzem, mintha csak most ismerkednék vele. Mintha együtt változna a korral, szemléletünkkel, az eleven élettel. Fiatalkoromban megesett, hogy a sok Krúdy-ízlelgetés hatására akarva-akaratlanul az ő szavaival kezdtem beszélni vagy levelet írni […] Krúdy minden szava magával röpít, minden szavát szívem vérével élem át.” Latinovits Zoltán számára a stáb közös munkája jelentett emlékezetes élményt: „Ebben a filmben olyan összmunka valósult meg, ami ritka a magyar filmgyártásban. Ritkán is adódik ilyen nemes anyag, mint Krúdy, és ritkán van lehetőség a megvalósítás közös kigondolására, noha a film eredendően kollektív műfaj. A Szindbád valódi kollektív munka volt a forgatás nyolc hónapján át, s ebbe beleértendő a rendező, az operatőr, a színész munkáján kívül mindenkié, aki részt vett a filmkészítésben, a vágótól kezdve a díszlettervezőn át a zeneszerzőig.” Latinovits egy ízben úgy nyilatkozott, hogy Szindbád megformálása az elhúzódó forgatás ellenére sem okozott nehézséget számára. Ezt egyrészt azzal magyarázta, hogy már a forgatás megkezdése előtt sokat beszélgettek a filmről. Másrészt azt tartotta nagyon lényegesnek, hogy távolságot tudjon tartani Krúdytól, hiszen az író olyan nagy formátumú egyéniség volt, akit nem lehet tökéletesen eljátszani. Neki azzal kellett tehát tisztában lennie, hogy a saját belső világával mit tud eljátszani Szindbádból. Saját korábbi karakteralakításait remek előtanulmánynak tartotta Szindbád összetett figurájának életre keltéséhez: különösen Palásthy György két filmjében – Hazai pálya (1968), Az örökös (1969) – nyújtott epizódalakításait tartotta fontosnak ebből a szempontból.
A Szindbád kisebb-nagyobb női szerepeit olyan ígéretes fiatal színésznők játszották, mint például Muszte Anna, Bánsági Ildikó, Szegedi Erika, Andai Györgyi és Várhegyi Teréz. Fontos szerepet kapott Nagy Anna is, valamint Medgyesi Mária és Tanai Bella. Nusdorf bácsi szerepében Zelk Zoltán költő látható.

### A helyszínek és a képi világ
A filmet Csehszlovákiában forgatták elsősorban azért, mert Selmecbánya, Szepesváralja, Lőcse, Bártfa és Szepesszombat vidéke jobban megőrizte a maga több évszázados hangulatát, mint Magyarország vagy a szomszédos országok bármely más területe és városa. Huszárik különösen Bártfát kedvelte, amely olyan csodálatos térélményt nyújtott az épületek és utcák rendszerével, mellyel szerinte a világon csak nagyon kevés város dicsekedhet. A stáb járt Podolinban, ahol Krúdy iskolás volt, illetve Poprádon és Ótátrafüreden. A rendezőnek az volt a véleménye, hogy ezek a szlovákiai városok csendjükkel, utcáikkal, épületeik színeivel valósággal árasztották magukból a Krúdy-művek hangulatát. Különösen nagy hatással voltak rá a temetők, melyek nem annyira a túlvilágra emlékeztettek, mint inkább az ott élők összetartozására. A Szindbád több jelenetét ilyen temetőkben forgatták. Rózsa Gyula a film csodálatos képi világa révén még egy várossal hozta kapcsolatba Huszárik alkotását: Nagybányával, részben azért, mert a nagybányai festőművészek stílusa idéződik fel bizonyos beállításokban. „Gyönyörű egyezéseket természetesen láttam; egy élénkzöld hegyoldalak között vezető mélyútban Iványi-Grünwald éles levegőjét, a film eleji levélírás-jelenet szórt fényében Réti István enteriőrjeit, a korcsolyázás képeiben azt a bizonyos finom naturalizmust fel nem fedezni lehetetlen. Ezek az én analógiáim, több van belőlük tíznél. Alkonyfényű, sárga, provinciális barokk templomok, amint Ferenczy Károly állapot-képein, s hajnali párákban tejszínű tónusok, mint más Ferenczy-műveken, dús szobabelsőkben Csók Istvános, kihívó nőiruha-színek, s behavazott, halk bányavárosi főterek, mint a magyar plein air hajdan legmerészebb alkotásain…” Ugyanakkor Rózsa úgy gondolja, a nagybányai festőiskola hatása valójában a film egészében, mélyebb rétegeiben is kimutatható, anélkül, hogy ezt Huszárik spekulatív módon, tudatosan építette volna be a filmbe. A díszletek és a jelmezek minden apró részletükben megidézik azt a kort és stílusvilágot, melyben a nagybányai művészek alkottak, ugyanakkor formáikkal, anyagaikkal ugyanazt az időtlenséget sugallják, ami a film egyik kulcsfogalmának számít. A Szindbád és a nagybányai festőiskola kapcsolatát Rózsa így magyarázza: „… a nagybányai festők piktúrája fogalmazta meg azt az emberi-filozófiai lényegében finoman tartózkodó, elegáns passzív liberalizmust, rezervált, de humanista derűt, amellyel a század fordulóján egy felemás, még nem végleg lumpenizálódott, nem is egyértelműen burzsoává vált magyarországi félpolgárság középosztálynak tudhatta magát. Szindbád, ha az irodalomtörténetnek és a Krúdy-könyveknek hinni lehet, maga is ennek a különleges társadalomnak különleges figurája.”

## Az eltűnt idő nyomában
Huszárik az egyetlen lehetséges módon dolgozta fel a Szindbád-történeteket: nem az író mondataihoz, hanem a szellemiségéhez kívánt hű maradni. Ez nem azt jelenti, hogy teljes egészében mellőzte vagy átfogalmazta volna Krúdy szövegét, hanem inkább azt, hogy máshová helyezte a hangsúlyt a szövegértelmezésben. Az eredeti műben fontos mondatok a filmben mintegy „mellékesen” hangzanak el, miközben egyes jelenetek úgy tükrözik vissza Krúdy világát, hogy írásbeli megfelelőjük nem vagy nehezen található meg. Az alkotók abból a – mások által gyakran figyelmen kívül hagyott – tényből indultak ki, hogy a leírt szöveg hatása egészen más, ha a mondatokat nem olvassa a befogadó, hanem hallja. Krúdy mondatai hamisan csengenének élő beszéd formájában, ezért az alkotók olyan időtlen képi világot teremtettek, amelyben ezek a mondatok hitelesen hangzanak. Az időtlenséget a dramaturgia szabályainak radikális megváltoztatásával érték el. A film egyetlen jelenetének sincsen eleje vagy vége, soha nem érzi azt a néző, hogy amit lát, az „itt és most” játszódik. Az idősíkok egymásba fonódnak, a múltból felidézett asszonyok szinte minden átmenet nélkül beszélnek egy még régebbi múltról és egy lehetséges jövőről. A Szindbádra párbeszédek helyett a monológok jellemzőek, még akkor is, amikor a szereplő nem egyedül van a vásznon. A főhős puszta jelenlétével szóra bírja az asszonyokat, és ha néha ő maga is megszólal, nem annyira nekik beszél, inkább mintha maga is egy rövid monológot mondana. Huszárik egészen kivételes módon, tetten érhetetlenül éri el, hogy ezekből a néhány mondatos monológokból is teljes emberi sorsok bontakozzanak ki. Az „időtlen lebegés”-ből az egyetlen kivételt Szindbád és Vendelin epizódja jelenti. Látszólag valódi beszélgetés folyik a két férfi között, valójában azonban ők is csak egymás mellett beszélnek. Vendelin hűtlen feleségéről mesél, akinek történetét ugyan Szindbád akarja hallani – ugyanis ő volt a „csábító harmadik” –, ám a főhős figyelmét a kulináris élvezetek és az ezzel kapcsolatos észrevételek mintha jobban lekötnék, mint a készséges pincér feleségének tragikus története.

## A magányos utazó

Setétke és Szindbád (Andai Györgyi és Latinovits Zoltán)

Elhagyott asszonyok, életüket eldobó fiatal szeretők alakja kíséri és kísérti Szindbádot az útján, Krúdy és Huszárik hőse mégsem valamiféle szívtelen nőcsábász, aki mindig csak „azt” akarja. Szindbád az életet a maga teljességében szeretné átélni: élvezni az ételek ízét, a természet minden apró szépségét, a kisvárosok megnyugtató harmóniáját, az asszonyok ölelését – hiszen nincs két egyforma nő, két egyforma ölelés! Mindenhol jelen akar lenni, mindent át akar élni és érezni, a múló pillanatokban szeretné megragadni az örökkévalóságot. A teljességre való törekvésével lelassítaná vagy egyenesen megállítaná az időt, amelynek azonban éppen ezáltal válik foglyává. Nem lehet ugyanis mindenhol jelen lenni és mindent megragadni, mert akkor az ember nem megéli, csupán megízleli az élményt. A pillanatok milliónyi élménye azonban nem megsokszorozódik, nem egyesül egy magasabb szinten, hanem inkább kioltja egymást, és a jelen helyett az egyén a megváltoztathatatlan múlt emlékei és a képlékeny jövő csalóka igézetébe kerül. Szindbád nem azért magányos, mert képtelen az érzelmekre, hanem azért, mert kedveseiben is a teljességet keresi, de nem találja, hiszen ezek a szeretők is a női létnek, az archetípusnak csak egy-egy vetületét képviselik. Majmunka azért lehet állandó szereplő Szindbád életében, mert lényegében egy anyafigurát testesít meg, vagyis egy olyan asszonyt, aki minden férfi életében jelen van születéstől a halálig, még ha nem is mindig fizikai valóságában. Közhely, de igaz, hogy férfi és nő azért nem érthetik meg egymást sohasem, mert mindketten mást akarnak: a férfi a nőt, a nő a férfit. Az egymás mellett beszélés, a film egészére jellemző monológok is mintha ezt az állítást támasztanák alá. És ha a néző figyelmesen hallgatja az asszonyok monológjait, akkor azt veheti észre, hogy azok sem a másikról (vagyis Szindbádról) szólnak, hanem mindig a beszélőről (ebben is csak Majmunka anyafigurája a kivétel.) Jogosan jegyzi meg tehát a főszereplő, hogy:  „Nagyon jók voltak hozzám a nők, mert sohasem szerettek… Senki nem volt kíváncsi arra, hogy mit hordok a kabátom alatt.” Az idősíkok összekeveredése a Szindbád egyik fő jellemvonása, míg a másikat egy különös ellentét jelenti: miközben a főszereplő igényli és élvezi az élet örömeit, mindezt a halál árnyékában teszi. A halál fogja keretbe a filmet, és a halált kísérti meg Szindbád szinte mindegyik ölelésével. Amikor a film elején szenvedélyesen öleli át Setétkét (a név egyértelmű utalás a túlvilágra), valójában a halállal jegyzi el magát. A Tó tündére, a korcsolyázás a tavon a túlvilág csábításának szimbóluma, és e két kulcsjelenet közötti szerelmeknek hol egy temető képe ad baljós hátteret, hol egy-egy fiatal szerető öngyilkossága. Ebből a megközelítésből Szindbád halála nem csupán az elmúlást jelenti, hanem a beteljesülést is, az egész életen át tartó utazás végállomását mind konkrét, mind pedig átvitt értelemben: a megérkezést a halottak birodalmába, amely az e világi asszonyok által kísérte végig hősünk életét.

## Kritikai visszhang
„Mert ha valamire, a széles közönség érdeklődésére ez a film bizonyára nem számíthat: a Szindbád-novellák alapos ismertetőjének s a képi vagy filmi kifejezésmódra érzékeny nézőnek kell lenni ahhoz, hogy ebbe a filmbe valaki valóban bele tudja élni magát s annak ritmusával együtt tudjon rezegni, ne pedig újra meg újra megzavartnak, hangulatból és értelmi követhetőségből kibillentettnek érezze magát. De ez csak annak a jogos és sikeres törekvésnek a következménye, hogy a film alkotói nem a Szindbád-novellák meséjét akarták közvetíteni – nem is egy lenne, amely kerekebb könyvben, mint itteni megjelenítési formájában – hanem hangulatát, ízét; mintegy lírai film-verset írtak egy általuk nagyon szeretett és nagyra becsült prózaíróról. S eljárásukat mi sem dicséri jobban, mint az a tény, hogy a filmben a Krúdy-szövegek elsápadnak a képmegoldások plaszticitása és hangulatgazdagsága mögött: a minden Krúdy-olvasó számára drága mondat a harisnyakötőre hímzett Puskin-sorról itt süketen csendül el, míg a páros tavi korcsolyázás s a ködben ellebbenő nőalak, melynek pedig nem tudom, van-e Krúdynál közvetlen szövegi-epizodikus megfelelője, egy kötetnyi Krúdy-novella hangulatát tolmácsolja töményen. Előreláthatólag kevesek filmje lesz ez; de ezek a kevesek újra meg újra vissza kívánnak majd járni ehhez a filmhez, hogy újra kortyinthassanak költőisége, nosztalgiája, technikai és vizuális tökéletessége tiszta forrásvizéből.”

(Nagy Péter: Szindbád. In: Filmvilág 1971/23, 1971. december 1., 1–4. oldal)

## Főszereplők
- Latinovits Zoltán (Szindbád)
- Ruttkai Éva (Lenke)
- Dayka Margit (Majmunka)
- Nagy Anna (Fruzsina)
- Andai Györgyi (Setétke)
- Szegedi Erika (Florentina)
- Muszte Anna (Virágárus lány)
- Horváth Sándor (Valentin)
- Czakó Anna (Valentin felesége) (nem szerepel a stáblistán)
- Tanay Bella (Fanny) (Tanai Bella néven szerepel a stáblistán)
- Leélőssy Éva (A fiatal Lenke)
- Pap Éva (Szépszemű lány)
- Zelk Zoltán (Nusdorf bácsi) (nem szerepel a stáblistán)
- Bánsági Ildikó (Mária)
- Medgyesi Mária (Paula)
- Szénási Ernő (Vendelin)
- Szilágyi Maya (Vendelin felesége)
- Balogh Zsuzsa (Estella) (nem szerepel a stáblistán)
- Pardi Anna (Fekete kalapos hölgy)
- Malczer Annamária (Orgonáló lány)
- Móger Ildikó (Fehér kalapos hölgy)
- Bánhidi László (Búcsú bácsi) (Bánhidy László néven szerepel a stáblistán)
- Várhegyi Teréz (Ablakban álló lány) (nem szerepel a stáblistán)
- Gábor Júlia (Lila kalapos hölgy) (nem szerepel a stáblistán)
- Benghardt Mira[5]
- Borbíró Andrea
- Dorián Ilona
- Katona Éva
- Máthé Erzsi
- Stieff Magda
- Szamosi Judit

## Díjak
- 1972 Magyar Filmkritikusok Díja (nagydíj, operatőri díj, a legjobb női alakítás díja Dayka Margitnak)
- 1972 Mannheimi Filmfesztivál (a legjobb elsőfilmes rendező díja)
- 1972 Joseph von Sternberg-díj (az Evangélikus Filmközpont díja)
- 1973 Atlantai Filmfesztivál (különdíj)
- 1973 Aucklandi Filmfesztivál (a rendezés díja)
- 1973 Milánói Filmfesztivál (Agis-kupa)